# Coro Cima Vezzena
Il Coro Cima Vezzena, viene concepito nel 1978 ma nasce ufficialmente con l'iscrizione alla Federazione Cori del Trentino, nel 1983.

È attualmente composto da 32 elementi più il maestro e altri collaboratori.

## Storia

### I primi anni
Il primo embrione del coro nasce e convive all'interno del gruppo corale della parrocchia di Barco di Levico; inizialmente diretto da Mario Conci, maestro fino al 1983.
Viene scelto il nome di Coro Cima Vezzena, dall'omonima montagna nell'Altopiano di Asiago.

Nel 1983 il coro si iscrive alla Federazione Cori del Trentino grazie al nuovo direttore, Luciano Vergot, sostituito, tre anni più tardi, da Mauro Martinelli, allora maestro del coro Alleluja. Nell'86 il coro dà inizio alla sua prima attività, "Cima Vezzena canta... racconta", una rassegna che nel primo anno vede la partecipazione del coro Enrosadira di Moena e del coro Castel Pergine di Pergine Valsugana. Sarà questa, una delle attività più importanti del coro che verrà portata avanti con successo negli anni.

### Le prime trasferte
Il 1988 segna la svolta decisiva nella storia del coro; è infatti l'anno della prima uscita dalla regione per raggiungere la Puglia. Il coro tiene diversi concerti: nell'auditorium di Monopoli, al Palace Hotel di Bari, alla Camera di Commercio e alla fiera dell'expo Levante. 
Nel 1989, grazie ad un finanziamento del comune di Levico Terme, vengono rinnovate le divise; realizzate in collaborazione con l'artista locale Pierluigi Negriolli.
I primi anni '90 sono caratterizzati da due nuove trasferte: in Svizzera, a La Chaux de Fonds e a Le Locle e dell'avvio di "Coro Cima Vezzena canta... due note sulla neve", un'iniziativa alla quale partecipano dieci cori.

### Gli ultimi anni
Nel 1993, in occasione del decennale dalla fondazione del coro, viene pubblicata "Cima Vezzena Racconta", una piccola rivista nella quale vengono raccontati i primi anni di storia del coro. L'anno successivo esce la prima raccolta di canzoni, intitolata "Cima Vezzena Canta...". Il 1999 vede la pubblicazione della seconda raccolta di canti, intitolandola "Ciao Stéla!". Nel 2003, parte la rassegna, "In..canto popolare", con l'intento di riscoprire, inizialmente, le coralità tradizionali trentine; altoatesine nella seconda edizione e di tutto l'arco alpino dalla terza in poi.
Dal 2006 inizia una collaborazione con l'orchestra ArtEnsemble, con cui il coro allestisce la rievocazione storica "Conflitto & Castigo"; lo spettacolo comprende la lettura di poesie da parte dell'attrice Milena Vukotic, canti popolari a cura del coro e musiche d'autore. Tale spettacolo è andato in scena anche durante l'ottantesima Adunata nazionale degli alpini a Cuneo presso la chiesa di S.Ambrogio. Nascerà poi da questa collaborazione il DVD omonimo del 2008, nel quale il coro esegue tutti i brani popolari. 
Per il 25º anno di attività, il coro ha concluso la registrazione della terza raccolta, "Momenti dal Cor". 
Nel 2008 da un'idea del maestro Mauro Martinelli nasce il coro giovanile "Monte Persego" con l'obbiettivo di avvicinare i giovani al mondo della coralità popolare. Alla fine dello stesso anno, il coro Cima Vezzena partecipa alla rassegna "Canti d'avvento" a Praga in Repubblica Ceca.
Dal 2009 la rassegna "In...canto popolare" si sposta nelle vie del centro storico di Levico Terme. "In...canto sotto la neve" è un'analoga rassegna svolta invece nel periodo natalizio.

## Discografia

### Raccolte
- Album in formato CD e Musicassetta
  - 1994: Cima Vezzena Canta...
  - 1999: Ciao stela!
- Album in formato CD
  - 2008: Momenti dal Cor

### Partecipazioni
- Album in formato CD doppio
  - 2008: Montagne Migranti (14 canzoni di montagna eseguite da 14 cori del Trentino e riproposte dalla band Miscele d'Aria)
- Altri progetti
  - 2008: Conflitto & Castigo (Trasposizione in formato DVD dell'omonimo spettacolo; contiene oltre ai brani cantati dal coro, letture di poesie e brani strumentali a cura dell'orchestra ArtEnsemble)